# Шато-Рено

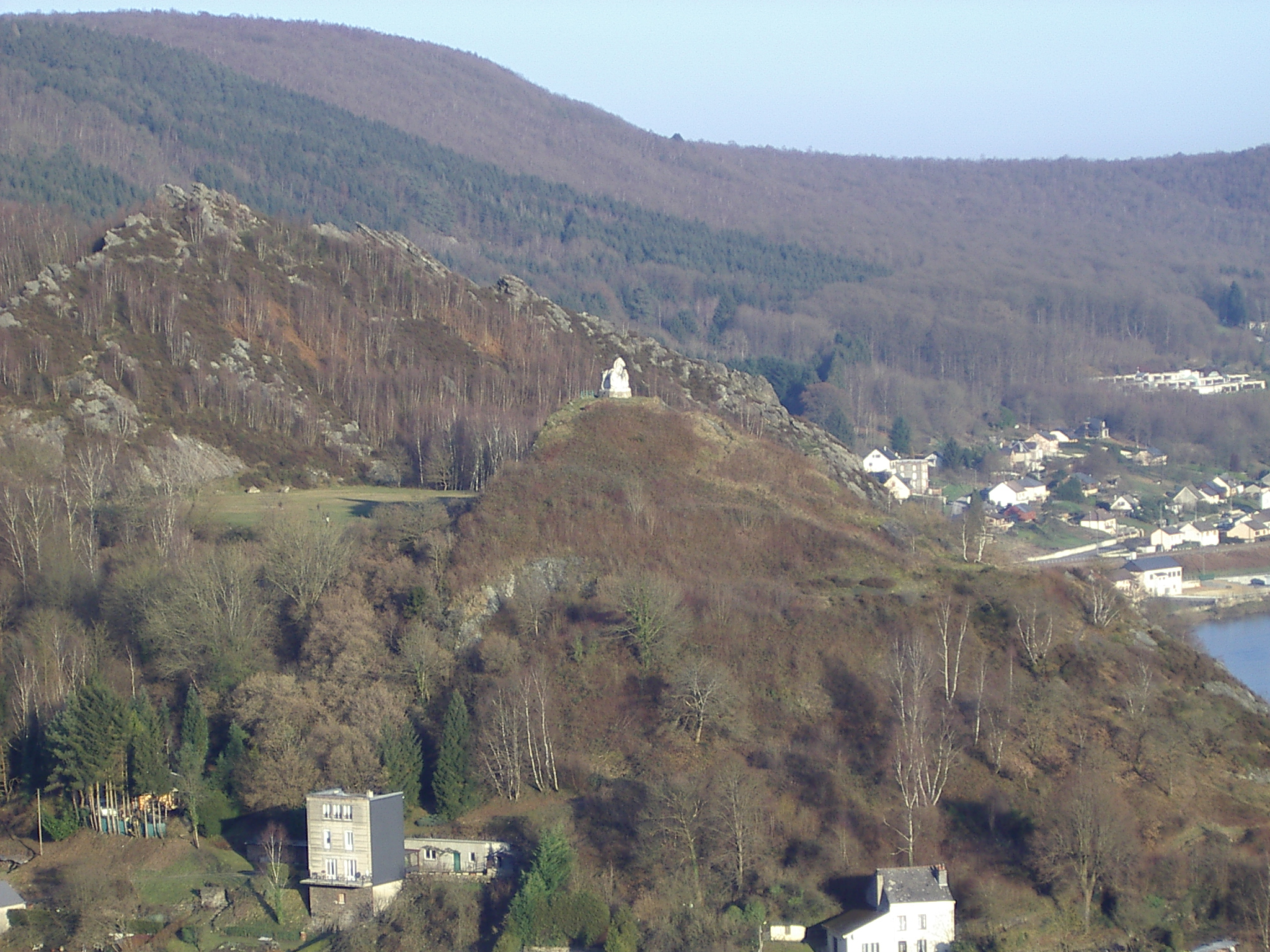
Панорама Шато-Рено

Шато-Рено (Château-Renaud или Château-Regnault) — горное селение и замок в Арденнах (ныне разрушенный) в составе коммуны Боньи-сюр-Мёз.
Замок Шато-Рено был выстроен в 1330-е годы графом Гуго Ретельским на землях по течению Мёза, прежде принадлежавших епископам Льежа. Последние были князьями Священной Римской империи и не признавали сюзеренитета французского короля. В XV—XVI вв. при графах Ретеля из Бургундской и Клевской династий франко-немецкое пограничье жило по своим законам, а его владельцы не признавали над собой верховенства ни французской, ни германско-имперской короны.
Окончательно суверенный статус Шато-Рено оформил Генрих I де Гиз, унаследовавший его как приданое за супругой, Екатериной Клевской. Он устроил в Шато-Рено монетный двор, который чеканил его собственную монету, выдаваемую за французскую. После смерти Гиза это прибыльное дело продолжала его дочь Луиза Маргарита вместе с супругом, первым принцем Конти. Постоянные интриги Луизы Маргариты переполнили чашу терпения кардинала Ришельё, и он вынудил её в 1629 году продать эфемерное приграничное княжество французской короне.